# Édouard Brissaud
Édouard Brissaud (sinh ngày 15 tháng 4 năm 1852 tại Besançon - mất ngày 20 tháng 12 năm 1909) là bác sĩ và nhà nghiên cứu bệnh học Pháp. Ông là học trò của Jean Martin Charcot tại Bệnh viện Pitié-Salpêtrière, học tập và làm việc trong nhiều chuyên ngành y học như các bệnh rối loạn vận động, giải phẫu học, thần kinh học và tâm thần học. Ông qua đời vì u não, hưởng thọ 57 tuổi.
Nhiều căn bệnh được đặt tên theo vị bác sĩ Brissaud (eponym), mặc dù hiện nay những tên này ít được sử dụng.
- Bệnh Bourneville-Brissaud – bệnh xơ cứng củ (tuberous sclerosis). Ông cùng với Désiré-Magloire Bourneville nghiên cứu về căn bệnh này từ năm 1881.
- Vẹo cột sống Brissaud – một dạng vẹo cột sống được mô tả trong Từ điển Y khoa Dorland như sau: "phần thắt lưng của cột sống bị lệch sang phía bên lành trong bệnh cảnh đau thần kinh tọa ". Chứng vẹo cột sống này được mô tả vào năm 1895.
- Bệnh Brissaud hay hội chứng Tourette. Ông mô tả chi tiết bệnh này vào năm 1896.
- Nhi tính Brissaud – Bệnh phù niêm ở trẻ sơ sinh do suy giáp. Mô tả vào năm 1907.
- Phản xạ Brissaud – Phản xạ co cơ đùi khi cù vào lòng bàn chân.
- Hội chứng giao bên Brissaud-Sicard – là "chứng liệt nhẹ nửa người và co thắt nửa mặt đối bên (hay co giật nửa mặt đối bên) do tổn thương cầu não" (Từ điển Y khoa của Stedman). Bệnh này mô tả vào năm 190, đặt tên theo Brissaud và nhà thần kinh học Jean-Athanase Sicard.[3]

## Y văn
- Bourneville D, Brissaud É (1881). "Encéphalite ou sclérose tubéreuse des circonvolutions cérébrales". Archives de neurologie. Quyển 1. tr. 390–412.
- Brissaud É (1895). Leçons sur les maladies nerveuses. Paris: Masson. tr. 469–501.
- Brissaud É (1896). "La chorée variable des dégenerés". Revue neurologique, Paris. Quyển 4. tr. 417–431.
- Brissaud É (1907). "L'infantilisme vrai". Nouvelle iconographie de la Salpêtrière, Paris. Quyển 20. tr. 1–17.
- Brissaud É, Sicard JA (1908). "L'hémispasme facial altern". Presse Médicale. Quyển 16. tr. 1234–236.